# Kelenderis
Koordinaten: 36° 9′ N, 33° 19′ O

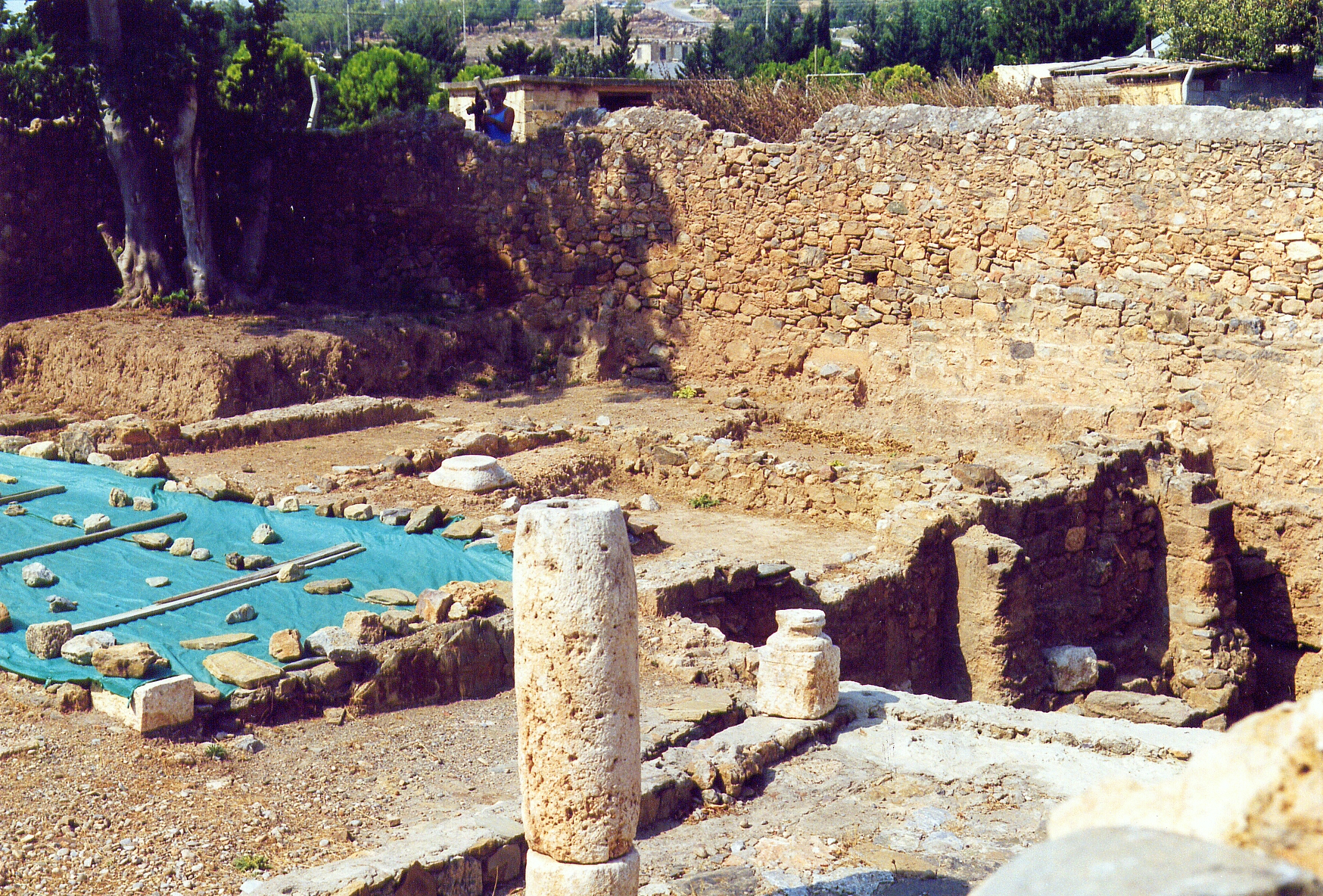
Grabungen in Kelenderis (1999)

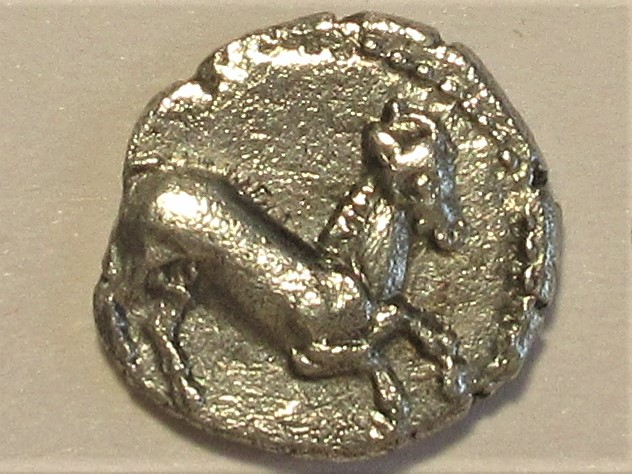
Obol aus Kelenderis mit Pferd, um 350–330 v. Chr.

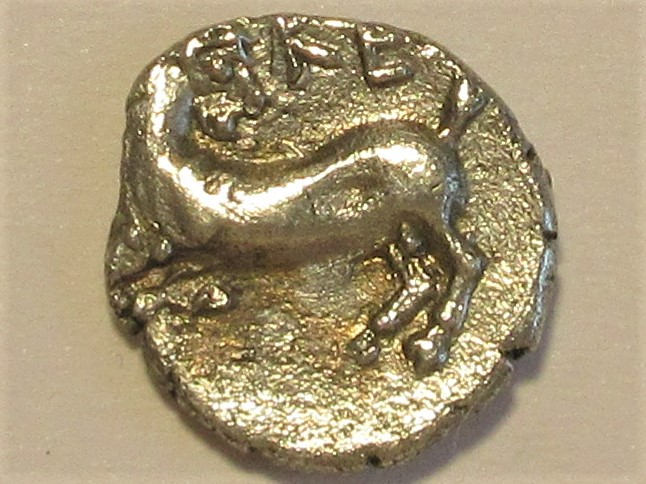
Rückseite des Obol mit Ziege und KE

Kelenderis (altgriechisch Κελενδερίς, lateinisch Celenderis) war eine antike Stadt im Rauen Kilikien in der heutigen Südtürkei. Sie lag im Gebiet der heutigen Kreisstadt Aydıncık (früher Gilindere) in der Provinz Mersin.

## Geschichte
Nach Meinung des Ausgräbers Levent Zoroğlu gehörte Kelenderis zu der Region Pirindu mit der Hauptstadt Kiršu, die in einem babylonischen Text betreffend einen Feldzug in Rauen Kilikien erwähnt wird. Pomponius Mela beschreibt die Gründung der Stadt durch ionische Siedler aus Samos. Dafür sprechen auch Vasen des ostgriechischen Typs, die bei Grabungen in Kelenderis gefunden wurden. In der Bibliotheke des Apollodor dagegen wird von der Gründung durch Sandokos berichtet, der mit dem luwischen Gott Šanta identifiziert wurde, was auf eine erheblich frühere Besiedlung durch Luwier, im 2. Jahrtausend v. Chr., hindeuten würde. Da Sandokos diesem Bericht nach aus Syrien gekommen sein soll, besteht auch die Möglichkeit einer phönizischen Gründung. Diese Theorien werden allerdings durch keine archäologischen Funde bestätigt.
Im 5. vorchristlichen Jahrhundert war die Stadt Mitglied des Attisch-Delischen Seebunds. Die Bedeutung des Ortes lag in seinem Hafen, der an wichtigen west-östlichen Seefahrtsrouten lag und zudem die kürzeste Verbindung vom kleinasiatischen Festland nach Zypern bot. In römischer Zeit wurde der Hafen zu klein und verlor an Bedeutung. Dennoch war der Ort in byzantinischer Zeit und bis in die Gegenwart durchgehend besiedelt. In byzantinischer Zeit war Kelenderis Bischofssitz, worauf das Titularbistum Celenderis zurückgeht.

## Ruinen

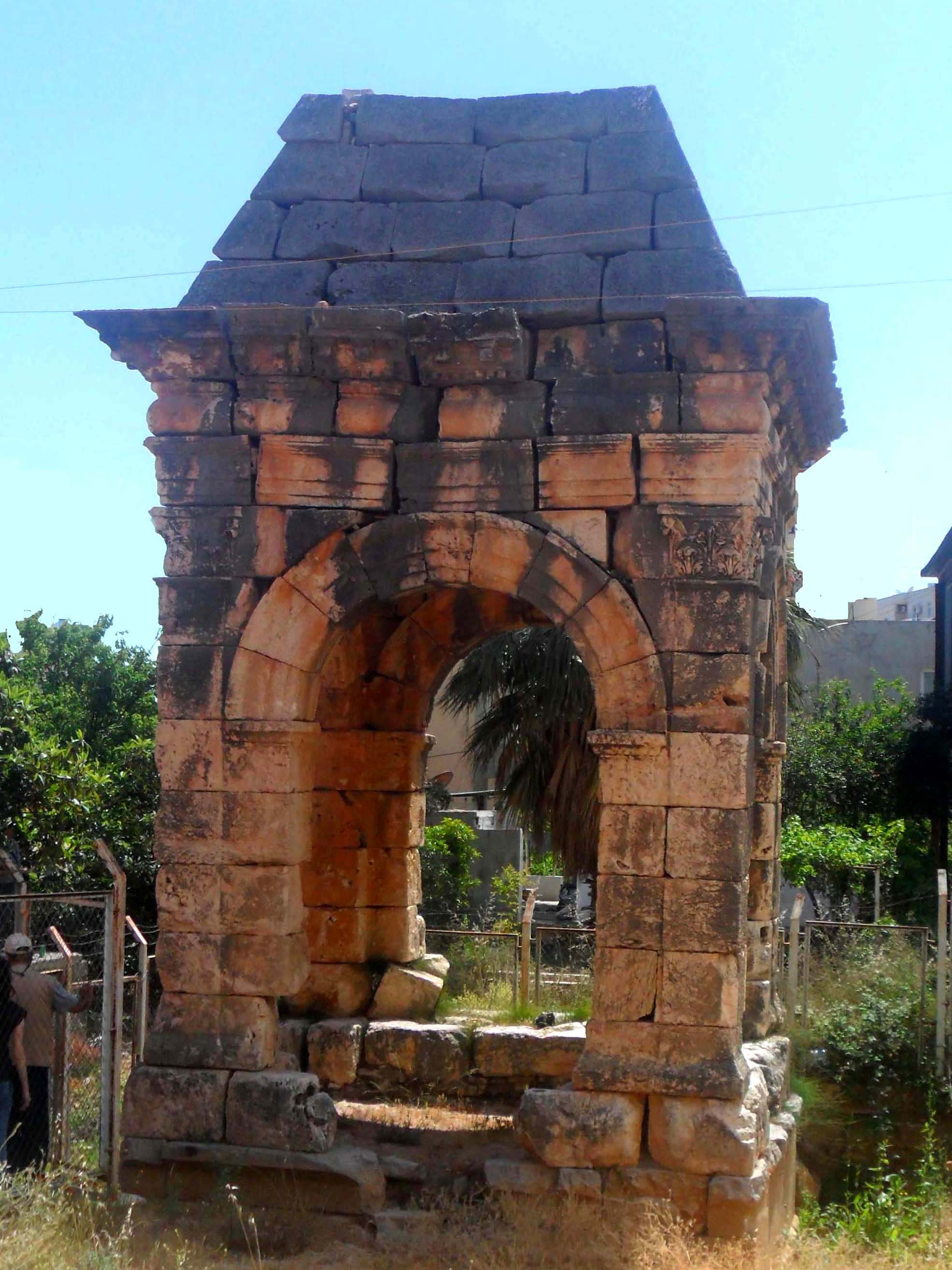
Grabmonument Dörtayak

Aufgrund der Tatsache, dass Kelenderis bis heute durchgängig besiedelt ist, sind wenig Relikte zu finden, da sie stets von den jeweiligen Nachfolgebewohnern überbaut wurden. Beim Hafen liegen Reste von Thermen, außerdem gibt es eine große, aber stark gestörte Nekropole, ein unausgegrabenes Theater sowie Reste von Zisternen und Befestigungsmauern. Sämtliche sichtbaren Ruinen stammen aus römischer oder späterer Zeit. In der Ostnekropole steht ein gut erhaltenes Baldachingrab mit Pyramidendach (Dörtayak) aus dem 2./3. Jahrhundert.

## Forschungsgeschichte
Wegen der Lage der Stadt an viel befahrenen Seerouten besuchten und beschrieben seit dem 18. Jahrhundert zahlreiche europäische Reisende den Ort. Dazu gehören der englische Amateurarchäologe William Martin Leake, der britische Kapitän Francis Beaufort, der eine Karte der Ruinen zeichnete, später der französische Reisende und Orientalist Victor Langlois und Louis Duchesne, der als Erster die Inschriften sammelte. Im 20. Jahrhundert besuchte unter anderen Freya Madeline Stark Kelenderis und 1986 begann Levent Zoroğlu von der Selçuk Üniversitesi in Konya in Zusammenarbeit mit dem Museum Anamur mit Ausgrabungen. Die Funde der Ausgrabungen sind in Anamur und im Museum Karaman ausgestellt.